# Wixon Valley
Wixon Valley é uma cidade localizada no estado norte-americano de Texas, no Condado de Brazos.

## Demografia
Segundo o censo norte-americano de 2000, a sua população era de 235 habitantes.
Em 2006, foi estimada uma população de 217, um decréscimo de 18 (-7.7%).

## Geografia
De acordo com o United States Census Bureau tem uma área de
4,7 km², dos quais 4,6 km² cobertos por terra e 0,1 km² cobertos por água.

## Localidades na vizinhança
O diagrama seguinte representa as localidades num raio de 36 km ao redor de Wixon Valley.